# Adamkiewicz-Arterie

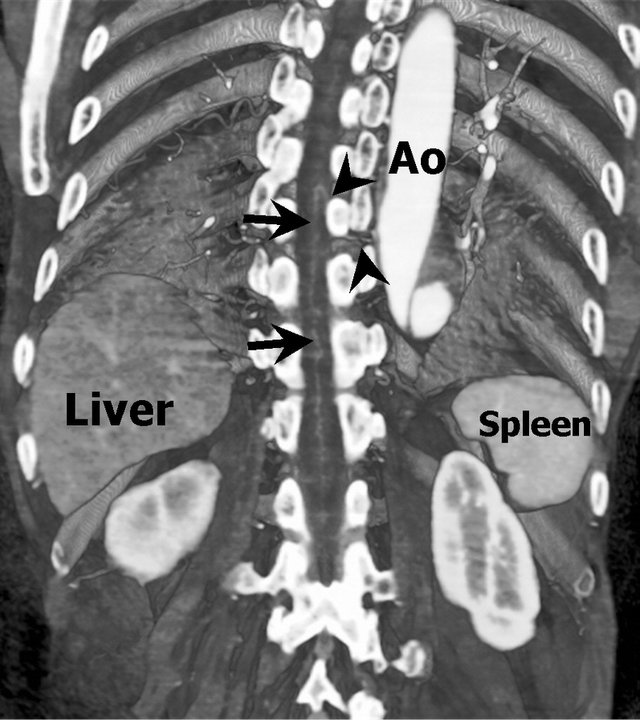
Abdominales CT: Die Adamkiewicz-Arterie ist mit Pfeilspitzen markiert; die Arteria spinalis anterior mit Pfeilen

Die Adamkiewicz-Arterie ist ein Blutgefäß, das sich im Bereich des achten Brust- bis zweiten Lendensegments (Th8 bis L2) des Rückenmarks, meist zwischen Th9 bis Th12, befindet. Nach der Terminologia anatomica wird die Arterie als Arteria radicularis magna bezeichnet. Der Name des Blutgefäßes leitet sich vom Pathologen Albert Adamkiewicz ab, der die Blutversorgung des Rückenmarks beschrieb.
Das Rückenmark wird auf Höhe der Brust- und Lendenwirbelsäule hauptsächlich durch direkte Äste der Brust- oder Bauch-Aorta (Rückenmarksäste, Rami spinales) versorgt. Die Adamkiewicz-Arterie ist eine besonders große dieser Arterien. Sie hat einen Durchmesser von 0,6 bis 1,8 mm und ist mit der längs des Rückenmarks verlaufenden Arteria spinalis anterior verbunden.
Der häufig variierende Verlauf der Adamkiewicz-Arterie ist insbesondere bei der Wirbelsäulenchirurgie oder bei der chirurgischen Behandlung von Aortenaneurysmen von Bedeutung. Verletzungen der Arterie können zu einer Blutarmut (Ischämie) im Rückenmark und damit zu Lähmungen führen. Deshalb werden vor solchen Eingriffen meist CT- oder MRT-Aufnahmen angefertigt, um die individuelle Position des Gefäßes zu ermitteln.